# باراز
باراز روستایی در دهستان قائن بخش مرکزی شهرستان قائنات استان خراسان جنوبی ایران است. این دهستان در فاصله ۳۵ کیلومتری شهر قاین قرار گرفته و از اطراف به روستاهای کلاته سعید، فلک، جزنو محدود می‌شود. عمده محصول زراعی اهالی، زعفران آلو بخارا و گندم می‌باشد.

## جمعیت
بر پایه سرشماری عمومی نفوس و مسکن در سال ۱۳۹۵ جمعیت این روستا ۳۵۵ نفر (در ۱۴۷ خانوار) بوده است.